# Liberty, Texas
Liberty là một thành phố thuộc quận Liberty, tiểu bang Texas, Hoa Kỳ. Năm 2010, dân số của xã này là 8397 người.

## Dân số
- Dân số năm 2000: 8033 người.
- Dân số năm 2010: 8397 người.